# نوكيا 6600 سلايد
نوكيا 6600 سلايد (بالإنجليزية: Nokia 6600 slide)‏ هو هاتف محمول من نوكيا.

## الخصائص
- الشاشة: إل سي دي
- الوزن: 110 غرام
- الذاكرة: 20 ميجابايت